# Pierre Trottier (homme politique)
Pour les articles homonymes, voir Trottier.
Pierre Trottier est un homme politique français né le 11 décembre 1756 à Angers (Maine-et-Loire) et mort le 29 août 1838 à Bourges (Cher).

## Biographie
Avocat au Parlement de Paris en 1779, docteur en droit en 1780 et avocat au présidial d'Angers, il est agrégé de la faculté de droit d'Angers en 1782 et publie un ouvrage sur la coutume d'Anjou en 1783. Professeur de droit à Bourges en 1785, il devient procureur de la commune de Bourges en 1790, puis président du tribunal de district en 1792. Suspect sous la Terreur, il revient en poste après le 9 thermidor, comme procureur syndic du district. Il est élu député du Cher au Conseil des Cinq-cents le 25 germinal an VII. Rallié au coup d'État du 18 Brumaire, il siège au corps législatif jusqu'en 1807.

## Sources
- « Pierre Trottier (homme politique) », dans Adolphe Robert et Gaston Cougny, Dictionnaire des parlementaires français, Edgar Bourloton, 1889-1891 [détail de l’édition]